# You Haven't Seen the Last of Me
«You Haven't Seen the Last of Me» —en español: «No has visto lo último de mí»— es una canción de la artista estadounidense Cher, extraída de la banda sonora de la cinta Burlesque de 2010. Después de un largo tiempo de pausa en su carrera como actriz, Cher volvió a la pantalla grande con Burlesque, coprotagonizada por Christina Aguilera. Más tarde, en 2013, la canción formó parte de su vigésimo sexto álbum de estudio Closer to the Truth.
Fue compuesta por la galardonada compositora Diane Warren, producida por Matt Serletic y Mark Taylor, y lanzada en las estaciones de radio de género adult contemporany de los Estados Unidos el 15 de enero de 2011, como primer sencillo de la banda sonora para dicho país. Antes del lanzamiento, un EP con varios remixes de la canción estuvo disponible en iTunes.
Tras su lanzamiento, el sencillo fue bien recibido por la crítica contemporánea, la cual destacó la composición de la balada, así como el regreso de la cantante a la escena musical. Por otro lado, Diane Warren ganó el Globo de Oro a «mejor canción original» en los sexagésima octava -68°- ceremonia de premiación y fue nominada a «mejor canción escrita para medios visuales» en la 54.ª ceremonia de los Grammy. El 20 de enero de 2011, la canción alcanzó el puesto número uno en el Billboard Hot Dance Club Play, convirtiendo a Cher en la única cantante en tener un número uno en las listas de Billboard durante las últimas seis décadas. La canción fue versionada por James Franco y CeCe Frey.

## Antecedentes y lanzamiento
Después de un largo tiempo de pausa en su carrera como actriz, Cher anunció su regreso con el musical Burlesque, coprotagonizada por Christina Aguilera. Constituyó su primera aparición en el cine desde Stuck on You (2003). Sobre la filmación de la película, Cher declaró: «Es más difícil hacer las cosas. He maltratado mi cuerpo muy mal, es increíble que todavía este hablando sobre mí y escuche lo que digo. Pero tengo dolores por todas partes». La banda sonora fue lanzada con ocho canciones interpretadas por Aguilera, y dos canciones por Cher: «Welcome to Burlesque» y «You Haven't Seen the Last of Me». Durante una entrevista con un diario de California, Cher comentó sobre «You Haven't Seen the Last of Me»: «Esa canción, para mí, tenía mucho significado. Me recuerda que debo moverme de alguna forma». También habló sobre la canción con Fresno Bee, «no es que lo este haciendo con gracia, pues tendrías que obligarme con patadas y gritos». En los Estados Unidos, la canción fue lanzada en las estaciones de radio de género adult contemporary el 15 de enero de 2011, como primer sencillo de la banda sonora de la cinta. Con el fin de promocionar la canción, varios remixes promocionales fueron realizadas por Almighty, Dave Aude y StoneBridge. Un EP con varias mezclas oficiales fue lanzado a través de la tienda iTunes el 4 de noviembre de 2010. El remix realizado por StoneBridge fue lanzado como sencillo el 7 de diciembre de 2010.
La canción fue incluida en la edición de lujo del vigésimo sexto álbum de estudio de Cher, Closer to the Truth. Desde su lanzamiento, «You Haven't Seen the Last of Me» ha sido interpretada por el actor James Franco y por CeCe Frey, participante del programa The X Factor.

## Composición y recepción crítica
«You Haven't Seen the Last of Me» es una power ballad compuesta por Diane Warren con una duración de 3:30 (tres minutos y treinta segundos). Está escrita en la tonalidad Fa menor y tiene un tempo moderado de 69 latidos por minuto. La voz de Cher cubre desde la nota Ab3 (la más grave) hasta la D5 (la más aguda). Desde su lanzamiento, la canción recibió la aprobación de la crítica especializada. Jim Farber de New York Daily News la elogió, llamándola «una [canción] sensacional hecha a la medida». Bill Lamp de About.com le dio una calificación positiva, tildándola «una mega power ballad». Frank Bruni de The New York Times comentó que la canción «proclama que Cher está lejos de haber terminado». Tina Mrazik de Associated Content la tildó de «fundamental», mientras que Ann Hornaday de The Washington Post elogió tanto «You Haven't Seen the Last of Me» como «Bound to You», llamándolas «baladas con poderosa fuerza». Alissa LeClair del sitio web Movie Buzzers la consideró «el punto más alto de Cher» en la película, transmitiendo «cuan importante es Cher tanto en la pantalla como en las listas de éxitos, trascendiendo más allá de las dudas sobre su relevancia en su sexagésimo cuarto año». The Independent comentó que la canción «tiene una particular intensidad en este momento en su carrera». En la sexagésima octava -68°- ceremonia de premiación de los premios Globo de Oro, Diane Warren se alzó con el galardón en la categoría de mejor canción original, así como con una nominación a la mejor canción escrita para medios visuales en la 54.ª ceremonia de los Grammy.

### Recepción comercial
El 20 de enero de 2011, «You Haven't Seen the Last of Me» alcanzó la cima del Billboard Hot Dance Club Play, haciendo de Cher la única cantante en tener un número uno en alguna lista de Billboard durante las últimas seis décadas. A finales de 2011, el sencillo fue la trigésimo tercera canción con mejor desempeño en los listados bailables de Estados Unidos, según Billboard.

## Formatos de lanzamiento
- Sencillo remix digital[10]

1. «You Haven't Seen the Last of Me» (StoneBridge Dub) – 5:32

- EP digital[7]

1. «You Haven't Seen the Last of Me» (Dave Audé Radio Mix) – 3:59
2. «You Haven't Seen the Last of Me» (Almighty Radio Mix) – 3:35
3. «You Haven't Seen the Last of Me» (StoneBridge Radio Mix) – 3:31

## Posicionamiento en listas

### Semanales
| Estados Unidos | Billboard Hot Dance Club Songs | 1 |

### Anuales
| Estados Unidos | Billboard Hot Dance Club Songs | 33 |

## Historial de lanzamiento
| País           | Fecha de lanzamiento    | Formato                | Discográfica         |
| -------------- | ----------------------- | ---------------------- | -------------------- |
| Alemania       | 24 de noviembre de 2010 | EP digital             | Warner Bros. Records |
| Bélgica        | 24 de noviembre de 2010 | EP digital             | Warner Bros. Records |
| Canadá         | 24 de noviembre de 2010 | EP digital             | Warner Bros. Records |
| Dinamarca      | 24 de noviembre de 2010 | EP digital             | Warner Bros. Records |
| España         | 24 de noviembre de 2010 | EP digital             | Warner Bros. Records |
| Estados Unidos | 24 de noviembre de 2010 | EP digital             | Warner Bros. Records |
| Finlandia      | 24 de noviembre de 2010 | EP digital             | Warner Bros. Records |
| Francia        | 24 de noviembre de 2010 | EP digital             | Warner Bros. Records |
| Portugal       | 24 de noviembre de 2010 | EP digital             | Warner Bros. Records |
| Suiza          | 24 de noviembre de 2010 | EP digital             | Warner Bros. Records |
| Alemania       | 7 de diciembre de 2010  | Sencillo remix digital | Warner Bros. Records |
| Bélgica        | 7 de diciembre de 2010  | Sencillo remix digital | Warner Bros. Records |
| España         | 7 de diciembre de 2010  | Sencillo remix digital | Warner Bros. Records |
| Estados Unidos | 7 de diciembre de 2010  | Sencillo remix digital | Warner Bros. Records |
| Noruega        | 7 de diciembre de 2010  | Sencillo remix digital | Warner Bros. Records |
| Estados Unidos | 15 de enero de 2011     | Formato radial         | RCA Records          |